# 安藤絵里菜
安藤 絵里菜（あんどう えりな、1986年7月30日 - ）は、茨城県出身のタレント。かつては、ホリプロ大阪支社に所属していた。
現在はタレント業が主だが、キャンペーンガールやレースクイーンの経験もあり、2006年にはグラビアアイドルとしてイメージビデオをリリース。さらに女優としてもドラマや映画、舞台に出演するなど、幅広く活躍している。

## 人物
- 趣味：ネイル、香水集め、占い、バレーボール観戦、サッカー観戦、歌を歌うこと
- 特技：器械体操
- チャームポイント：八重歯
- 5歳上の兄がいる[1]。

## 来歴
- 2003年12月31日、『HOP CLUBオーディションin志摩スペイン村』でグランプリを受賞し、ホリプロ大阪支社に所属。
- 2006年、SUPER GT『RE雨宮 2006 アスパラドリンク・キャンペーンガール』としてレースクイーン活動を行う。
- 2007年、総合格闘技大会『HERO'S』のラウンドガールを務める。
- 2011年、「いばらき大使」に任命される。
- 2012年3月31日、自身のブログでホリプロを退所したことを発表[2]。現在はフリーでタレント活動を行っている[3]。

## 出演

### テレビドラマ
- アイ'ム ホーム（2004年、NHK） - ヨシミ役
- ヒーローズ（2006年 - 、読売テレビ） - 相川奈々役

### バラエティ
- 南海パラダイス!（2005年 - 、関西テレビ）
- BSブランチ（2005年、BS-i）
- 大阪ほんわかテレビ（出演開始時期不明、読売テレビ） - シネマ担当（準レギュラー）
- 優子がゼッタイ! 〜流行発信研究所〜（2005年、中京テレビ） - 準レギュラー
- たかじんTV非常事態宣言（9月15日、読売テレビ）
- お笑いワイドショー マルコポロリ!（関西テレビ）

### CM
- 2nd Street

### その他のテレビ番組
- おはよう朝日です（出演開始時期不明、朝日放送） - 準レギュラー
- ビートップスでお買物（読売テレビ、昼放送と深夜放送）
- ビーバップ!ハイヒール（朝日放送） - 準レギュラー
- ゲキバン!（2004年、テレビ大阪）
- LOVE&HOP（2005年、CSエンタ!371）
- エンタ!SELECTION（出演開始時期不明、CSエンタ371） - ナビゲーター
- グッサンカフェ（2006年、BSジャパン）
- 花影忍法帳コミ☆トレ（2009年4月 -2010年3月、NHK教育テレビ） - らんB役
- 土曜はドキドキ（2011年10月 -2012年3月、北陸朝日放送） - リポーター

### ラジオ
- HOP CLUBの放課後ダイヤリー（2004年、ABCラジオ）
- KOBE MUSIC TRAIN（2007年 - 、Kiss-FM）

### 映画
- 想い出の渚（2007年）
- 0からの風（2007年）

### 舞台
- 下妻物語（2005年6月）
- アルバトロス（2007年9月）
- ホンノムシ（2008年5月、新宿シアターモリエール ／ 2008年6月、そごう劇場）Ladybugs&クローバー
- T．O．Cに集う人たち（2009年1月、in→dependent theatre 2nd）カンセイの法則
- CROSS CONNECTION〜クロス コネクション〜（2009年1月、京橋花月）
- QUO VADIS（2012年3月、ABCホール）
- よしもと祇園花月「茂造のよみがえる祖先」（2012年4月、特別公演）

## DVD
- MY Owner’s Manual♯05 私の取説（2006年4月25日、ベガファクトリー）
- e.style（2007年10月25日、ファミリーズ）